# Creepin on ah Come Up
| Críticas profissionais        | Críticas profissionais |
| Avaliações da crítica         | Avaliações da crítica  |
| Fonte                         | Avaliação              |
| ----------------------------- | ---------------------- |
| Allmusic                      | [ 1 ]                  |
| Entertainment Weekly          | B                      |
| RapReviews                    | (9.5/10)               |
| The Rolling Stone Album Guide | [ 4 ]                  |
| The Source                    | 3.5 de 5 estrelas.     |

Creepin on ah Come Up é um EP do grupo de rap Bone Thugs-n-Harmony. O álbum foi lançado em 21 de Junho de 1994 pela Ruthless Records. Em 1998 foi eleito um dos 100 Melhores Álbuns de Rap da revista The Source.

## História
Este é o primeiro álbum de sucesso do Bone Thugs-n-Harmony, com os hit singles "Thuggish Ruggish Bone" and "Foe tha Love of $". Participações especiais incluem Shatasha Williams (a primeira membra do Mo Thugs) e o mentor do grupo Eazy-E. As dois primeiros versos de "Intro" são de trás para frente. Tocadas normalmente ficam "Heaven in art which Father our, Our Father which art in Heaven". As faixas 3, 4 e 6 são listadas como "Keenu Songs" que é U-Neek, o produtor do grupo, escrito ao contrário. No artigo da The Source (8-97) "Crossroads To Riches" o grupo diz que mudou seu nome para Bone Thugs-n-Harmony porque eles tinham uma canção chamada "Thugs-n-Harmony".

## Faixas
| # | Título                  | Produtor(es)         | Compositor(es)                         | Duração |
| - | ----------------------- | -------------------- | -------------------------------------- | ------- |
| 1 | "Intro"                 | Eazy-E               | Bone Thugs-n-Harmony; Eazy-E           | 1:25    |
| 2 | "Mr. Ouija"             | Bone Thugs-N-Harmony | Bone Thugs-n-Harmony                   | 1:20    |
| 3 | "Thuggish Ruggish Bone" | DJ U-Neek            | Bone Thugs-n-Harmony; DJ U-Neek        | 4:41    |
| 4 | "No Surrender"          | DJ U-Neek            | Bone Thugs-n-Harmony; DJ U-Neek        | 3:36    |
| 5 | "Down Foe My Thang"     | Rhythum D            | Bone Thugs-n-Harmony; Rhythum D        | 4:48    |
| 6 | "Creepin on ah Come Up" | DJ U-Neek            | Bone Thugs-n-Harmony; DJ U-Neek        | 4:50    |
| 7 | "Foe tha Love of $"     | DJ Yella, Eazy-E     | Bone Thugs-n-Harmony; DJ Yella; Eazy-E | 4:32    |
| 8 | "Moe Cheese"            | DJ U-Neek            | Bone Thugs-n-Harmony; DJ U-Neek        | 4:32    |

## Posições nas paradas
| Tabela        | Tabela                           | Tabela             |
| ------------- | -------------------------------- | ------------------ |
| Billboard 200 | Billboard Top R&B/Hip-Hop Albums | Top 50 Albums (NZ) |
| 12            | 2                                | 29                 |

### Singles
| Canção                                              | Tabela            | Tabela                    | Tabela            | Tabela              |
| Canção                                              | Billboard Hot 100 | Billboard Hot R&B/Hip-Hop | Billboard Hot Rap | Top 50 Singles (NZ) |
| --------------------------------------------------- | ----------------- | ------------------------- | ----------------- | ------------------- |
| Thuggish Ruggish Bone (featuring Shatasha Williams) | 22                | 17                        | 2                 | 2                   |
| Foe tha Love of $ (featuring Eazy-E)                | 41                | 33                        | 4                 | X                   |

## Certificação da RIAA
| Data de lançamento  | Certificação | Data da certificação   |
| ------------------- | ------------ | ---------------------- |
| 21 de Junho de 1994 | Ouro         | 21 de Setembro de 1994 |
| 21 de Junho de 1994 | Platina      | 21 de Setembro de 1994 |
| 21 de Junho de 1994 | 2× Platina   | 2 de Dezembro de 1994  |
| 21 de Junho de 1994 | 3× Platina   | 31 de Março de 1995    |
| 21 de Junho de 1994 | 4× Platina   | 4 de Dezembro de 1995  |